# 7217 Dacke
7217 Dacke (1979 QX3) là một tiểu hành tinh nằm phía ngoài của vành đai chính được phát hiện ngày 22 tháng 8 năm 1979 bởi C.-I. Lagerkvist ở Đài thiên văn Nam Âu.